# Schrankia taona
Schrankia taona är en fjärilsart som beskrevs av Willie Horace Thomas Tams 1935. Schrankia taona ingår i släktet Schrankia, och familjen nattflyn. Inga underarter finns listade.